# René Pellos
René Pellos, conosciuto anche solamente Pellos (pseudonimi di René Pellarin), (Lione, 22 gennaio 1900 – Cannes, 8 aprile 1998), è stato un fumettista francese, famoso per la creazione dei fumetti Riri, Gogo e Lolo, Jacques Ardent, Atomas e Futuropolis, collabora alla genesi di Durga-Râni per il quale realizza i soli disegni. Vince nel 1976 il Grand Prix de la ville d'Angoulême..
Tra il 1951 e il 1958 pubblica sul giornale per ragazzi Vaillant di Éditions Vaillant.